# Эндоморфин
Эндоморфины — два эндогенных опиоидных пептида. Эндоморфин-1 (Tyr-Pro-Trp-Phe-NH2) и эндоморфин-2 (Tyr-Pro-Phe-Phe-NH2) — тетрапептиды с высоким сродством и специфичностью к μ-опиоидным рецепторам. Эндоморфин-1 расположен в ядре одиночного пути, перивентрикулярной и дорсомедиальной части гипоталамуса, где он находится в пределах гистаминергических нейронов и возможно регулируют режим сна и отдыха. Предполагают, что эндоморфины образуются при расщеплении более крупного предшественника, но этот полипептид или белок пока не обнаружен.